# Punutuma
Punutuma ist eine Ortschaft im Departamento Potosí im Hochland des südamerikanischen Andenstaates Bolivien.

## Lage im Nahraum
Punutuma liegt in der Provinz Antonio Quijarro und ist der fünftgrößte Ort im Kanton Yura im Municipio Tomave. Die Ortschaft liegt auf einer Höhe von 3354 m am östlichen, linken Ufer des Río Yura, der flussabwärts in den Río Tacora mündet und sich als Río Tumusla mit dem Río San Juan del Oro zum Río Camblaya vereinigt. 

## Geographie
Punutuma liegt auf dem Altiplano im zentralen Bolivien zwischen der Cordillera de Chichas im Südwesten und der Cordillera Central im Nordosten. Das Klima der Region ist ein typisches Tageszeitenklima, bei dem die mittleren Temperaturschwankungen im Tagesverlauf deutlicher ausfallen als im Verlauf der Jahreszeiten.
Die Jahresdurchschnittstemperatur der Region liegt bei etwa 11 °C (siehe Klimadiagramm Potosí), die monatlichen Durchschnittswerte schwanken zwischen 8 °C im Juni/Juli und gut 13 °C von November bis März. Der Jahresniederschlag beträgt nur etwa 350 mm, bei einer ausgeprägten Trockenzeit von April bis Oktober mit Monatsniederschlägen zwischen 0 und 15 mm, und einer kurzen Feuchtezeit von Dezember bis Februar mit Monatsniederschlägen von gut 70 mm. 

## Verkehrsnetz
Punutuma liegt in einer Entfernung von 100 Straßenkilometern südwestlich von Potosí, der Hauptstadt des Departamentos.
Von Potosí aus führt die Nationalstraße Ruta 5 (früher: 701) über die Stadt Porco und die Ortschaften Chaquilla und Visigsa nach Pelca  und von dort weiter über Ticatica und Pulacayo nach Uyuni am Salzsee Salar de Uyuni. Am südlichen Ortseingang von Pelca zweigt eine unbefestigte Nebenstraße in östlicher Richtung von der Ruta 5 ab, überquert bei Pecataya den Río Yura und erreicht nach fünf Kilometern Punutuma.

## Bevölkerung
Die Einwohnerzahl der Ortschaft ist in dem Jahrzehnt zwischen den beiden letzten Volkszählungen um etwa ein Sechstel zurückgegangen:
| Jahr | Einwohner         | Quelle       |
| ---- | ----------------- | ------------ |
| 1992 | keine Detaildaten | Volkszählung |
| 2001 | 297               | Volkszählung |
| 2012 | 249               | Volkszählung |
| 2024 |                   | Volkszählung |

Die Region weist einen hohen Anteil an Quechua-Bevölkerung auf, im Municipio Porco sprechen 84,0 Prozent der Bevölkerung die Quechua-Sprache.